# آلن موئنو
آلن موئنو (فرانسوی: Alain Moineau‎; ۱۵ مهٔ ۱۹۲۸ – ۲۰ اکتبر ۱۹۸۶) دوچرخه‌سوار اهل فرانسه بود.
وی در مسابقات کشوری و بین‌المللی در مجموع برندهٔ ۱ مدال برنز شده‌است.